# 戈尔拉米诺雷
戈尔拉米诺雷（義大利語：Gorla Minore），是意大利瓦雷泽省的一个市镇。总面积7889平方公里，人口8426人，人口密度1.1人/平方公里（2009年）。国家统计（ISTAT）代码为012079。